# Jean François d’Aubuisson de Voisins
Jean François d’Aubuisson de Voisins (* 17. August 1769 (1762?) in Toulouse; † 20. August 1841 ebenda) war ein französischer Ingenieur und Geologe. Er studierte von 1797 bis 1802 an der Bergakademie Freiberg (Sachsen) Geologie und Mineralogie bei Abraham Gottlob Werner.
Sein Geburtsdatum wird in manchen Quellen auch mit 1762 oder 16. April 1769 angegeben, sein Todestag auch mit dem 21. August 1841.
Der Dichter Novalis lernte in Privatstunden Mathematik bei ihm.
1803 schrieb er eine Abhandlung über Basalt und veröffentlichte sie in Paris.
1819 folgte ein Lehrbuch über Geognosie („Kenntnis der Erde“) mit einer zweiten Auflage 1828.
Er schrieb auch ein Lehrbuch über Hydraulik, ebenfalls in zwei Auflagen (1834 und 1840). Von 1817 bis 1828 beschäftigte er sich mit der Wasserversorgung und -verteilung in Toulouse.
Die Darcy-Weisbach-Gleichung soll von ihm (1834) und Julius Weisbach stammen statt von Henry Darcy und Weisbach.

## Werke
- Mémoire sur la mesure des hauteurs à l’aide du baromètretions sur. Paris 1810 Digitalisat
- Account of the Basalts of Saxony, with Observations on the Origin of Basalt in General. A. Constable, 1814 (englische Übersetzung aus dem Original)
- Lehrbuch der Geognosie (Traité de Géognosie) oder Darstellung der heutigen Kenntnisse von der physikalischen und mineralogischen Beschaffenheit des Erdkörpers 1819, 2. Auflage 1828, Straßburg und Paris
- Geognosie, oder Darstellung der jetzigen Kenntnisse über die physische und mineralische Beschaffenheit der Erdkugel. Dresden 1821 Digitalisat